# 마그누스 막시무스
플라비우스 마그누스 막시무스 아우구스투스(라틴어: Flavius Magnus Maximus Augustus, 웨일스어: Macsen Wledig 막센 울레딕 335년 경 – 388년 8월 28일)는 383년부터 388년 죽을 때까지 서로마 제국의 제위를 찬탈한 제위 찬탈자이다. 그라티아누스 황제를 죽이고, 테오도시우스 1세와 대립하다가 잡혀서 죽었다.

## 생애
막시무스는 히스파니아 출신으로, 브리타니아에서 군단을 이끌고 국경을 넘어오는 픽트족과 스코트족과 싸웠다. 383년 브리타니아의 로마 군단은 그를 황제로 옹립했고 막시무스는 브리타니아를 떠나 갈리아로 침입했다. 당시 로마 제국의 서방에는 발렌티니아누스 1세의 두 아들인 그라티아누스와 발렌티니아누스 2세가 공동황제였는데 그라티아누스는 막시무스를 저지하기 위하여 갈리아에서 막시무스와 맞붙었다. 그라티아누스는 자신의 군대의 배신으로 막시무스에게 루테리아 근처에서 패하였고 결국 8월 25일 리옹에서 처형당했다.
당시 동방황제인 테오도시우스 1세는 사산조 페르시아와 훈족의 위협으로 이 서방의 제위 찬탈자에게 신경을 쓸 여력이 없었다. 결국 테오도시우스는 막시무스와 협약을 맺고 그를 서방의 황제로 인정 할 수밖에 없었다. 387년 막시무스는 또 다른 서방황제인 발렌티니아누스 2세를 이교에 물들었다고 공격하여 밀라노에서 축출했다. 발렌티니아누스는 동방 황제인 테오도시우스 1세에게 달아났다. 막시무스는 자신의 근거지를 트리어로 옮기고 이단에 대한 혹독한 박해에도 불구하고 인기있는 황제가 되었다.
388년 여름, 테오도시우스와 발렌티니아누스는 막시무스에 대한 원정에 나섰다. 막시무스는 사바강변의 시스키아에서 패했고 이후 도망쳐서 결국 아퀼레이아까지 퇴각했고 결국 항복했다. 테오도시우스의 앞에 끌려나온 막시무스는 목숨을 구걸했으나 테오도시우스의 부하들에 의해 처형당했다.
마그누스 막시무스는 전설상의 잉글랜드, 웨일스의 왕으로 여겨진다.
| 전임 옥타비우스 | 제95대 브리튼인의 왕 383년-388년 | 후임 그라키아누스 무니켑스 |